# Hosea
Hosea là một chi thực vật có hoa trong họ Hoa môi (Lamiaceae).

## Loài
Chi Hosea gồm các loài: